# Historia polskiej Marynarki Wojennej

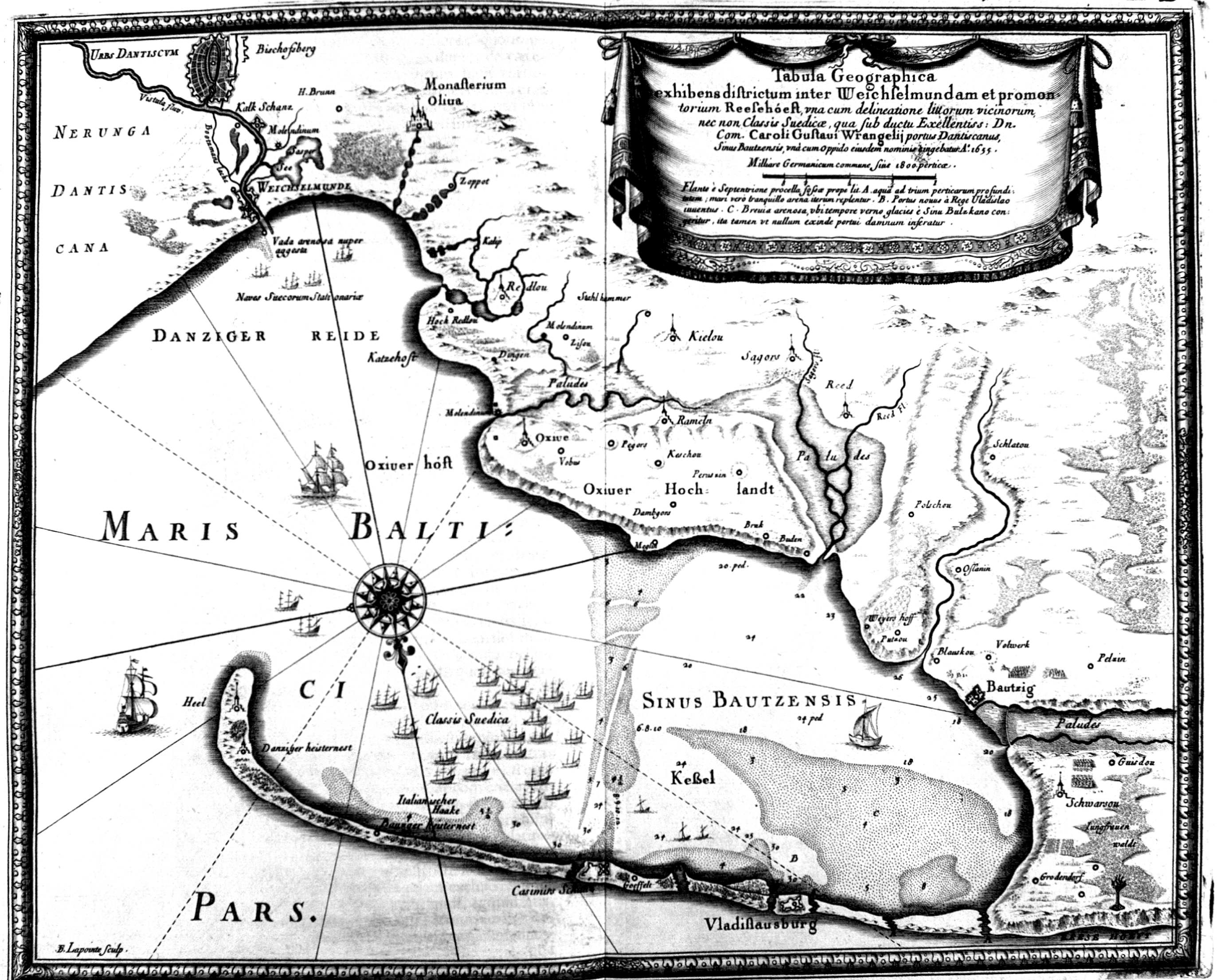
Mapa Zatoki Puckiej z 1655, na szeregu wysepek tworzących dzisiejszą Mierzeję Helską zaznaczone są twierdze Rzeczypospolitej: Władysławowo (Vladislausburg, dziś Chałupy w gminie Władysławowo) i Kazimierzowo (Casimirs Schanz, dziś Kuźnica, część Jastarni)

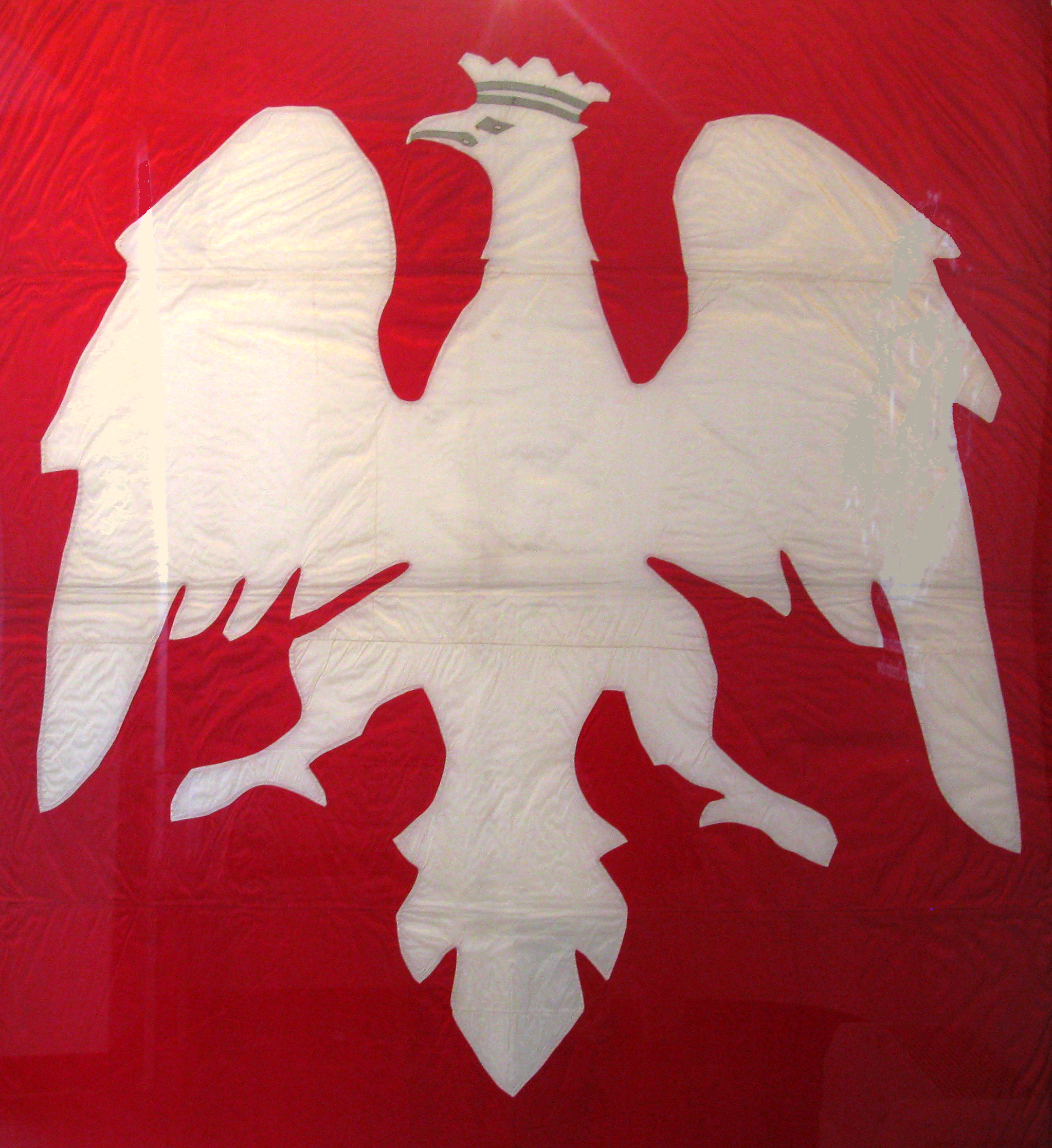
Polska bandera z czasów powstania styczniowego dla zakupionego przez Zamoyskich i Czartoryskich okrętu „Princess”, który jako „Kiliński” lub „Kościuszko” miał wejść pod brytyjską banderą do walki z Marynarką Wojenną Imperium Rosyjskiego na Morzu Czarnym, okręt skonfiskowała Armada Española pod naciskiem ambasady rosyjskiej

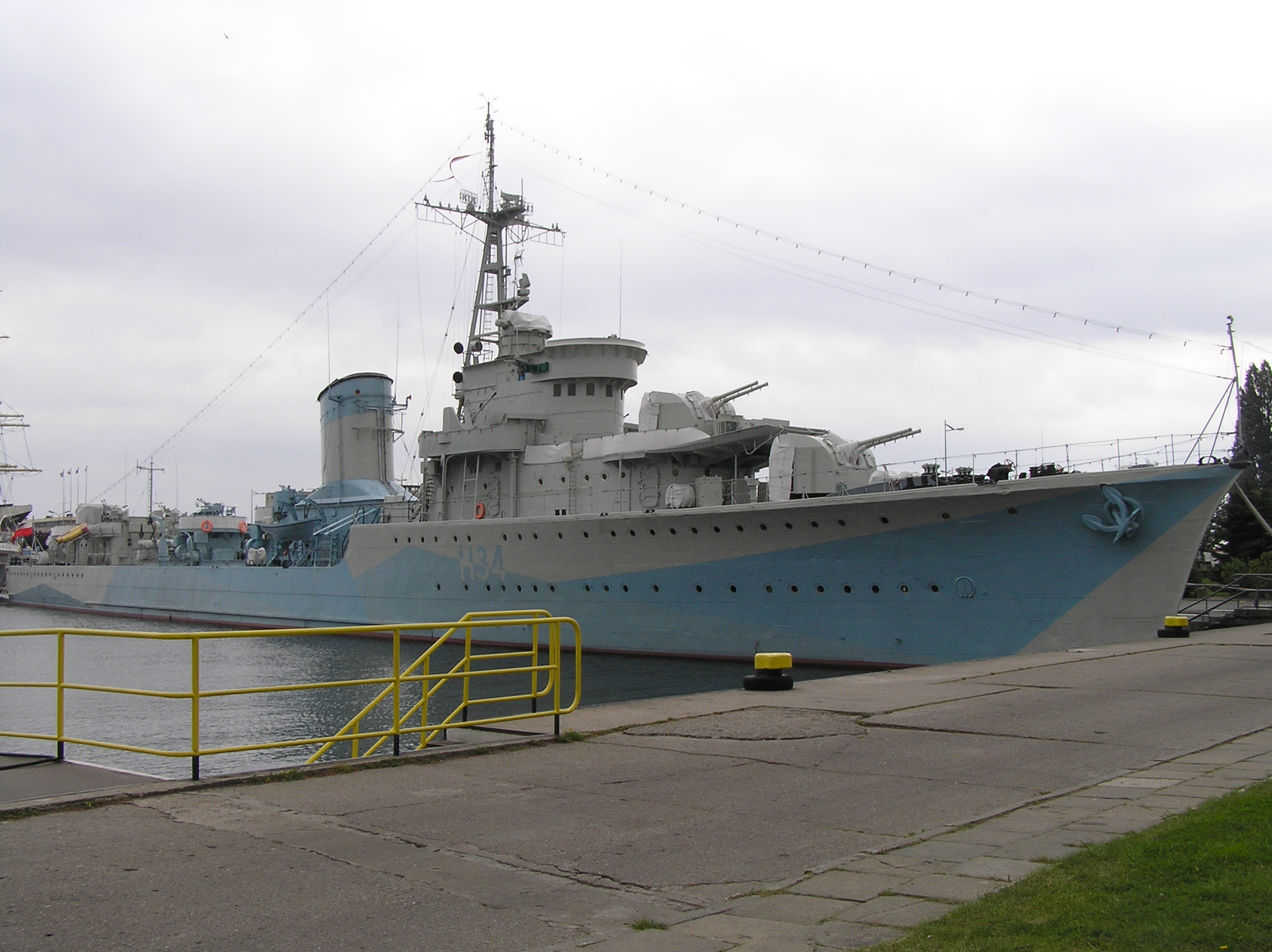
ORP „Błyskawica”

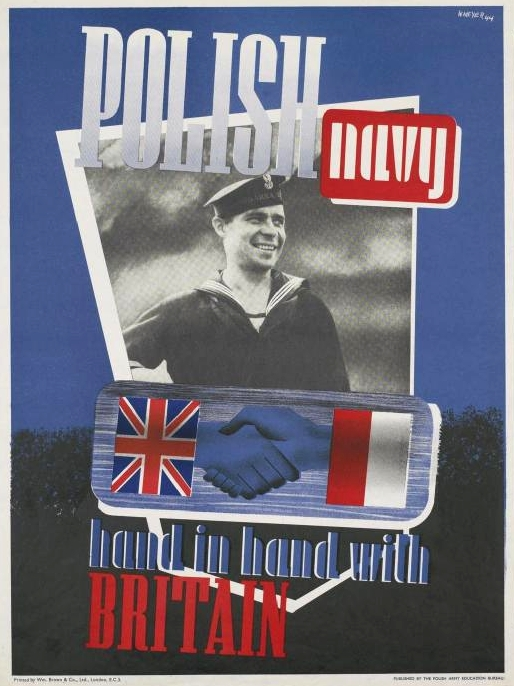
Brytyjski plakat propagandowy z II wojny światowej z hasłem: „Polska marynarka ramię w ramię z Brytanią”.

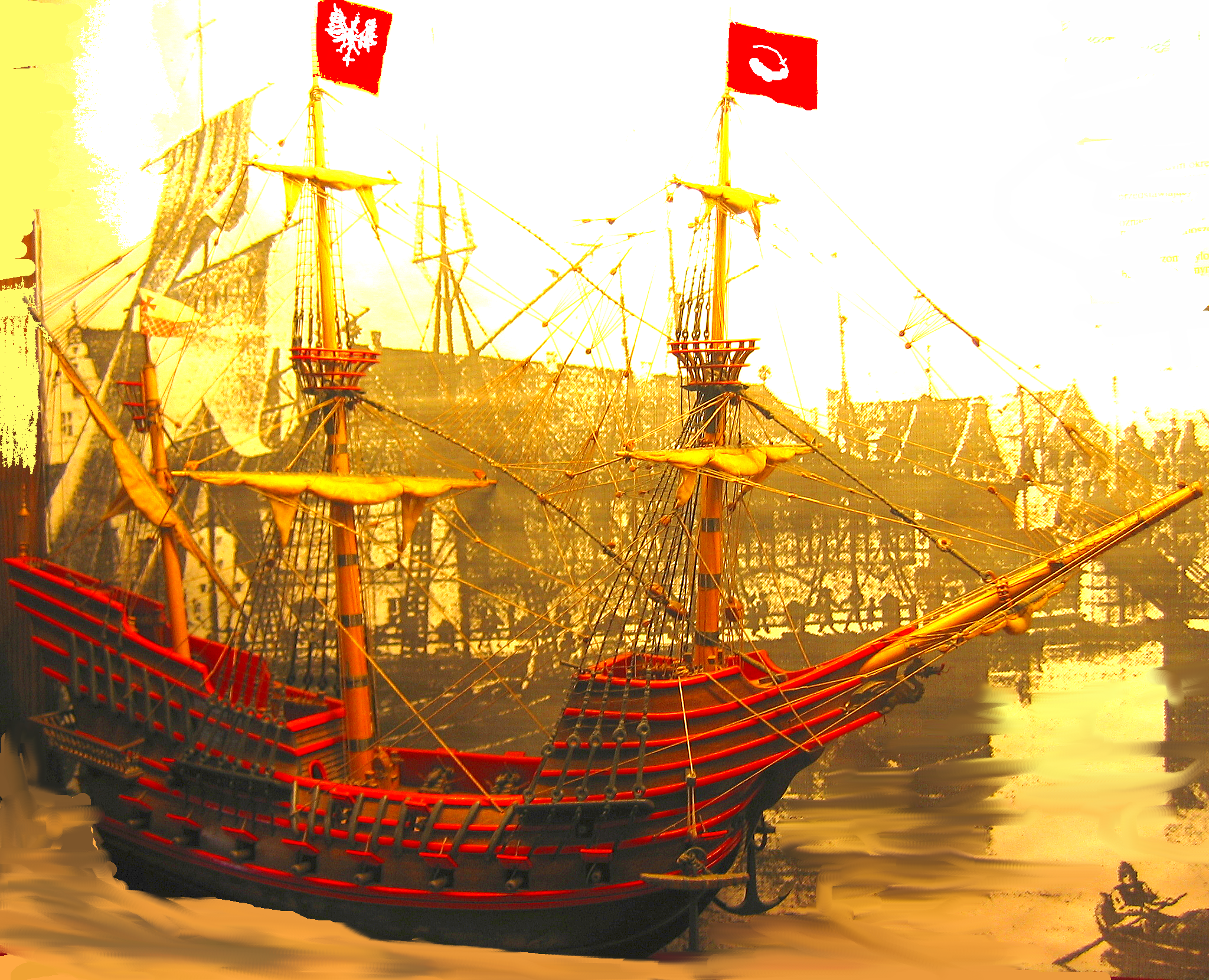
Galeon „Smok”

Dzieje oraz struktury polskiej Marynarki Wojennej. Zawiera opis historii Marynarki Wojennej od czasów powstania oddziałów kaperskich i pierwszej w Polsce regularnej floty wojennej. Wymienia również struktury organizacyjne Marynarki Wojennej Rzeczypospolitej Polskiej po I wojnie światowej.

## Dzieje

### Korona Królestwa PolskiegoiRzeczpospolita Obojga Narodów
Początek wojenno-morskiej obecności Polski datuje się na 1463, kiedy to w czasie trwania wojny trzynastoletniej połączona flota gdańsko-elbląska pokonała flotę krzyżacką w bitwie na Zalewie Wiślanym. Za panowania Zygmunta I Starego nastąpił rozwój polskiej floty wojennej. Utworzona w 1517 polska flota kaperska wzięła udział w wojnie litewsko-moskiewskiej 1512-1522. Operując na wschodnim Bałtyku, przerywała handel morski pomiędzy Wielkim Księstwem Moskiewskim a krajami zachodnioeuropejskimi, dostarczającymi Wasylowi III najniezbędniejszych materiałów wojennych. W czasie wojny polsko-krzyżackiej 1519-1521 flota ta wzięła udział w blokadzie Królewca. Jednak po zawarciu w 1522 rozejmu, kończącego wojnę litewsko-moskiewską zlikwidowano flotę kaperską. W związku z narastającym zagrożeniem ze strony Rosji i Szwecji w 1561, w odpowiedzi na manifest królewski, powstała zorganizowana flota kaperska, zwana także flotą strażników morza. W 1568 powołano Komisję Morską, pierwszy polski urząd morski, do zadań którego należała organizacja floty kaperskiej, a od 1570 tworzenie regularnej polskiej floty wojennej. W 1571 komisja ta opracowała artykuły morskie, które stanowiły pierwszy polski regulamin służby okrętowej. 29 lipca 1571 flota duńska zaatakowała niespodziewanie polską flotę kaperską stacjonującą w Pucku i uprowadziła jej okręty do Kopenhagi. Spowodowało to potrzebę tworzenia polskiej regularnej marynarki wojennej. W 1572 zakończono budowę galeonu Smok, w następnych latach wybudowano dalsze jednostki, jednak rozbudowę floty przerwano. Polską flotę wojenną wskrzesił na krótko Stefan Batory w czasie wojny Rzeczypospolitej z Gdańskiem, powierzając jej zadanie blokady tego portu.
Od 1601 zaczęto budować pierwsze zawodowe siły morskie – królewską flotę wojenną, która prowadziła działania przeciwko Rosjanom i Szwedom. W 1626 powstała Komisja Okrętów Królewskich, która organizowała eskadry floty polskiej. Największym i zarazem ostatnim zwycięstwem okrętów królewskich było pokonanie eskadry szwedzkiej w bitwie pod Oliwą.
Podczas III wojny północnej król August II Mocny powołał w 1700 roku flotę kaperską, która przez kilka miesięcy działała z Pucka i Helu przeciwko statkom szwedzkim.
Pierwszą polską uczelnią morską, kształcącą adeptów marynarki wojennej była założona w 1780 przez wojewodę wileńskiego Karola Stanisława Radziwiłła Szkoła Majtków w Nieświeżu.

### Polska pod zaborami
W czasie trwania powstania listopadowego próbowano dostarczać broń drogą morską na Litwę i zrealizowano tzw. wyprawę morską Jerzmanowskiego, jednak okręt dotarł tam zbyt późno. Pojawił się na miejscu, gdy na Litwie nie było już większych oddziałów powstańczych, więc musiał zawrócić. Podobny projekt realizowano też w czasie trwania powstania styczniowego. Wysłano z Londynu tzw. wyprawę morską Łapińskiego. Tutaj przeszkód było znacznie więcej. W ostatnim etapie wyprawy przeprowadzono próbę desantu morskiego. Podczas jego trwania zatonęła jedna z łodzi i utonęło 24 ochotników. Wyprawa więc ostatecznie zakończyła się niepowodzeniem.
Podczas powstania styczniowego planowano utworzyć marynarkę wojenną. Jej dowodzeniem miała się zająć Organizacja Główna Narodowych Sił Morskich, która powstała w 1863 przy Rządzie Narodowym. Po upadku powstania na Ukrainie w 1864 zaniechano planów budowy floty wojennej.

### II Rzeczpospolita
Krótko po odzyskaniu niepodległości w 1918 rozpoczęto budowę polskiej Marynarki Wojennej. W latach 20. trzon floty stanowiły poniemieckie trałowce i torpedowce. W trakcie wojny polsko-bolszewickiej marynarze uczestniczyli w działaniach piechoty na froncie. Znaczący rozwój Marynarki Wojennej nastąpił dopiero w latach 30., kiedy do służby trafiły, zbudowane głównie zagranicą, nowoczesne niszczyciele, okręty podwodne i okręty minowe (trałowce, stawiacz min) oraz samoloty rozpoznawcze.

### II wojna światowa
Podczas kampanii wrześniowej w 1939 polska Obrona Wybrzeża nie miała szans nawiązania równorzędnej walki z przeważającą armią niemiecką. Pierwsze działania wojenne Polskiej Marynarki Wojennej (PMW) miały miejsce w 1939 roku w czasie obrony wybrzeża. Trzy niszczyciele zostały wycofane z Morza Bałtyckiego do Wielkiej Brytanii jeszcze przed wybuchem wojny. Podczas II wojny światowej w skład PMW wchodziło łącznie 27 okrętów (dwa krążowniki, dziewięć niszczycieli, pięć okrętów podwodnych i 11 kutrów torpedowych), które przebyły w sumie 1,2 mln mil morskich, eskortowały 787 konwojów. Okręty PMW przeprowadziły 1162 patrole oraz operacje wojskowe, zatopiły 12 okrętów nieprzyjaciela (w tym 5 okrętów podwodnych), 41 statków handlowych, uszkodziły 24 okręty (w tym osiem okrętów podwodnych) i zestrzeliły 20 samolotów. 450 marynarzy z ponad czterech tysięcy służących w marynarce straciło swoje życie podczas walki. Większość okrętów została zatopiona, niektórym udało się przedostać do Wielkiej Brytanii, a pozostałe internowały się w Szwecji. Pomimo że na Bałtyku pozostawał już tylko ORP Orzeł, który jednak działał po ucieczce z Tallinna i skonfiskowaniu map i ksiąg kodowych z dala od lądu, marynarze broniący Półwyspu Helskiego poddali się 2 października jako jeden z ostatnich punktów obrony w kraju.
Od 1939 do 1947 Marynarka Wojenna funkcjonowała w ramach polskich Sił Zbrojnych na Zachodzie, a jej skład opierał się na wydzierżawionych od Wielkiej Brytanii jednostkach, głównie niszczycielach i okrętach podwodnych, ale także 2 krążownikach. W tym czasie polskie okręty działały na Oceanie Atlantyckim oraz morzach Śródziemnym, Północnym i Arktycznym, biorąc udział m.in. w polowaniu na pancernik „Bismarck” i desancie w Normandii. Ogółem okręty Polskiej Marynarki Wojennej w czasie II wojny przepłynęły 1 213 000 mil morskich, eskortowały 787 konwojów, przeprowadziły 1162 operacje, zatopiły 8 okrętów i dalsze 5 prawdopodobnie, uszkodziły 11 okrętów i 18 – prawdopodobnie, statków handlowych zatopiły 39 i 2 prawdopodobnie, zestrzeliły 20 samolotów i 10 prawdopodobnie. Straty Marynarki Polskiej wyniosły 24 okręty zatopione w akcji, w tym 19 we wrześniu 1939, 1 omyłkowo zatopiony przez siły alianckie, 1 osadzony na mieliźnie w Normandii po ciężkim uszkodzeniu. W wyniku działań wojennych straty w ludziach wyniosły 23 oficerów, 8 podchorążych, 137 podoficerów i 236 marynarzy zabitych oraz 13 oficerów i 178 podoficerów i marynarzy rannych. Liczba odznaczeń bojowych wyniosła: 51 krzyży Orderu Virtuti Militari, 1052 Krzyże Waleczne, 68 Krzyży Zasługi z Mieczami, ponadto 83 odznaczenia brytyjskie i 15 francuskich.

### 1945-1990
Po II wojnie światowej do kraju powróciły wszystkie jednostki pływające stanowiące własność Polski. W czasach Układu Warszawskiego Marynarka Wojenna przygotowywała się do operacji desantowej na Półwyspie Jutlandzkim, w związku z czym masowo wcielano okręty desantowe, uzupełnione o rozbudowane siły lekkie w postaci kutrów torpedowych, rakietowych oraz trałowców. Do trzonu floty zaliczały się także niszczyciele i okręty podwodne oraz samoloty myśliwskie i śmigłowce zwalczania okrętów podwodnych. Kolejne generacje uzbrojenia stanowiły jednostki pływające i statki powietrzne radzieckiej lub polskiej produkcji. Jednak tworzona w powojennych realiach geopolitycznych Marynarka Wojenna rozwijała się w ścisłym powiązaniu ze Związkiem Radzieckim. Wszystkie istotne dla jej przyszłości decyzje podejmowane były w następstwie uzgodnień dokonywanych między Naczelnym Dowództwem WP a Naczelnym Dowództwem Armii Czerwonej. Wyrazem powiązania, a nawet całkowitego uzależnienia od Moskwy organizowanej w tych warunkach Marynarki Wojennej była pierwsza obsada jej najważniejszych stanowisk. Na czele Marynarki Wojennej stanęli między innymi: kontradmirał Nikołaj Abramow – dowódca Marynarki Wojennej, kmdr Iwan Szylingowski – szef Sztabu Głównego i kmdr Józef Urbanowicz – zastępca dowódcy Marynarki Wojennej do spraw polityczno-wychowawczych. Podobnie wszystkie kierownicze stanowiska, włącznie z prokuraturą, sądem i wszechwładnym VIII Oddziałem Informacji Wojskowej, pełnili oficerowie radzieccy. Ogółem na siedem istniejących w 1945 roku etatów admiralskich tylko dwa powierzono Polakom. Byli to kmdr Jerzy Kłossowski (szef Oddziału MW przy MON) i kmdr Adam Mohuczy (zastępca szefa Sztabu Głównego Marynarki Wojennej).
Nowo wcieleni do służby oficerowie aktywnie włączyli się w realizację powierzonych im obowiązków służbowych. Licząc na powrót swoich kolegów z Wielkiej Brytanii, z dużym niepokojem obserwowali narastający proces sowietyzacji polskiej Marynarki Wojennej. Podporządkowanie interesów polskich imperialnej polityce Moskwy sprawiało również, że część oficerów, poświęciła się działalności niepodległościowej, lub szukała możliwości ucieczki z kraju. 1 sierpnia 1951 część załogi uprowadziła ORP Żuraw do Ystad, gdzie 12 marynarzy zostało. W latach 1950–1952 trwały przesłuchania i proces członków rzekomego spisku komandorów. Szczątki zamordowanych i tajnie pochowanych kmdra Mieszkowskiego, kmdra por. Przybyszewskiego i kmdra Staniewicza odnaleziono dopiero w 2013 r. a rok później potwierdzono ich identyfikację dzięki badaniom genetycznym.

### III Rzeczpospolita
Od początku ostatniej dekady XX wieku trwa restrukturyzacja Marynarki Wojennej. W związku ze zmianą doktryny obronnej niemal całkowicie wycofano środki desantowe i lekkie siły uderzeniowe oraz zlikwidowano lotnictwo uderzeniowe. Od 1992 do 1995 wybudowano niedozbrojone korwety rakietowo-artyleryjskie, które obecnie są wyposażane w pociski przeciwokrętowe. W latach 2000–2005 udało się wprowadzić do służby, podarowane przez kraje NATO fregaty rakietowe (Stany Zjednoczone) i okręty podwodne (Norwegia), które zastąpiły radzieckie jednostki starszej generacji. Najważniejszymi działaniami polskiej Marynarki Wojennej po 1989 były operacje „Pustynna Burza” (1990-1991), „Iracka Wolność” (2002-2003) oraz „Aktywny Wysiłek” (2005-2006).

## Organizacja
Struktura organizacyjna Marynarki Wojennej z 1924:
- Kierownictwo Marynarki Wojennej
  - Dowództwo Floty i Obszaru Nadmorskiego
    - dywizjon torpedowców
    - dywizjon ćwiczebny
    - eskadra szkolna lotnictwa morskiego
    - Komenda Portu Wojennego Gdynia

  - Dowództwo Flotylli Wiślanej
    - dywizjon monitorów
    - 1 grupa kutrów uzbrojonych
    - 2 grupa kutrów uzbrojonych
    - Komenda Portu Wojennego Toruń
    - Komenda Portu Wojennego Modlin

  - Dowództwo Flotylli Pińskiej
    - grupa statków pancernych
    - 1 grupa kutrów uzbrojonych
    - 2 grupa kutrów uzbrojonych
    - Komenda Portu Wojennego Pińsk

  - Oficerska Szkoła Marynarki Wojennej
  - Szkoła Specjalistów Morskich
  - Kadra Szeregowych Floty
  - Centralne Składy Techniczne

Struktura organizacyjna Marynarki Wojennej z 1939:
- Kierownictwo Marynarki Wojennej
  - Dowództwo Obrony Wybrzeża
    - dywizjon kontrtorpedowców
    - dywizjon okrętów podwodnych
    - morski dywizjon lotniczy
    - Dowództwo Morskiej Obrony Wybrzeża
      - dywizjon minowców
      - Rejon Umocniony Hel
        - dywizjon artylerii nadbrzeżnej
        - 2 morski dywizjon artylerii przeciwlotniczej
        - 4 batalion ochrony pogranicza

    - Dowództwo Lądowej Obrony Wybrzeża
      - 4 Brygada Obrony Narodowej
        - batalion obrony narodowej Gdynia I
        - batalion obrony narodowej Gdynia II
        - batalion obrony narodowej Kartuzy
        - batalion obrony narodowej Puck

      - 1 Morski Pułk Strzelców
      - 2 Morski Pułk Strzelców
      - 1 batalion rezerwowy
      - 2 batalion rezerwowy
      - 3 batalion rezerwowy
      - 1 morski dywizjon artylerii przeciwlotniczej
      - pluton łącznikowy

    - Komenda Portu Wojennego Gdynia
      - Centrum Wyszkolenia Specjalistów Floty
      - Kadra Floty
      - Warsztaty Portowe Marynarki Wojennej
      - Składnica Uzbrojenia
      - Składnica Amunicyjna
      - Składnica Żywnościowa

    - Wojskowa Składnica Tranzytowa
    - Dowództwo Flotylli Rzecznej Marynarki Wojennej
      - 1 dywizjon bojowy
      - 2 dywizjon bojowy
      - 3 dywizjon bojowy
      - grupa sztabowa
      - Oddział Wydzielony rzeki Wisły
      - Oddział Minowo-Gazowy
      - Oddział Łączności
      - Komenda Portu Wojennego Pińsk
      - Baza Wysunięta Nyrcza
      - Kadra Flotylli Rzecznej

  - Szkoła Podchorążych Marynarki Wojennej
  - Centralna Składnica Marynarki Wojennej

Struktura Marynarki Wojennej na Zachodzie z 1942:
- Kierownictwo Marynarki Wojennej
  - Komenda Morska „Północ”
    - 1 dywizjon kontrtorpedowców
    - grupa okrętów podwodnych
    - Stacja Zborna Glasgow

  - Komenda Morska „Południe”
    - 2 dywizjon kontrtorpedowców
    - grupa ścigaczy
    - Stacja Zborna Plymouth

  - Baza Zaopatrzenia
  - Szkoła Podchorążych Marynarki Wojennej
  - Komenda Uzupełnień Floty
  - Centrum Wyszkolenia Specjalistów Floty
  - Misja Morska w Gibraltarze
  - Obóz Internowanych Załóg w Szwecji

Skład Marynarki Wojennej w 1960:
| - Flotylla Okrętów Desantowych - 1 Brygada Okrętów Podwodnych - 3 Brygada Kutrów Torpedowych - 3 Pułk Piechoty Morskiej - 30 Pułk Lotnictwa Myśliwsko-Szturmowego - 34 Pułk Lotnictwa Myśliwskiego - 60 Samodzielny Pułk Artylerii Przeciwlotniczej - 7 dywizjon niszczycieli - 11 dywizjon ścigaczy - 12 dywizjon trałowców - 13 dywizjon trałowców - 14 dywizjon kutrów trałowych - 15 dywizjon kutrów trałowych - 51 batalion łączności | - 18 eskadra lotnictwa łącznikowego - 3 bateria artylerii stałej - 9 bateria artylerii stałej - 11 bateria artylerii stałej - 13 bateria artylerii stałej - 17 bateria artylerii stałej - 19 bateria artylerii stałej - 25 bateria artylerii stałej - 27 bateria artylerii stałej - 28 bateria artylerii stałej - 31 bateria artylerii stałej - 34 bateria artylerii stałej - 7 Rejon Obserwacji - 8 Rejon Obserwacji |

Struktura organizacyjna Marynarki Wojennej z 1995:
- Dowództwo Marynarki Wojennej
  - 3 Flotylla Okrętów
    - 1 dywizjon Okrętów Rakietowych
    - 2 dywizjon Okrętów Rakietowych
    - 3 dywizjon Okrętów Podwodnych
    - dywizjon Okrętów Szkolno-Badawczych
    - grupa Okrętów Rozpoznawczych
    - Baza Techniczna Marynarki Wojennej
    - Komenda Portu Wojennego Gdynia

  - 8 Flotylla Obrony Wybrzeża
    - 2 dywizjon Okrętów Transportowo-Minowych
    - 12 woliński dywizjon Trałowców
    - 16 dywizjon Kutrów Zwalczania Okrętów Podwodnych
    - 8 dywizjon artylerii przeciwlotniczej
    - 4 batalion minowania Marynarki Wojennej
    - 8 kołobrzeski batalion saperów
    - 30 kompania chemiczna
    - 8 Rejon Obserwacji i Łączności
    - Komenda Portu Wojennego Świnoujście
    - Komenda Portu Wojennego Kołobrzeg

  - 9 Flotylla Obrony Wybrzeża
    - 11 dywizjon Ścigaczy
    - 13 dywizjon Trałowców
    - 9 dywizjon artylerii przeciwlotniczej
    - 43 batalion saperów
    - 55 kompania przeciwchemiczna
    - 7 Rejon Obserwacji i Łączności
    - Komenda Portu Wojennego Hel

  - Brygada Lotnictwa Marynarki Wojennej
    - 1 pucki dywizjon lotniczy
    - 2 darłowski dywizjon lotniczy
    - 3 kaszubski dywizjon lotniczy
    - 42 dywizjon techniczny
    - 3 batalion zabezpieczenia
    - 4 batalion zabezpieczenia
    - 5 batalion zabezpieczenia

  - 1 Morski Pułk Strzelców
  - 11 Pułk Łączności Marynarki Wojennej
  - 6 Ośrodek Radioelektroniczny
  - Zespół Informatyki Marynarki Wojennej
  - Centralna Składnica Marynarki Wojennej
  - Akademia Marynarki Wojennej
  - Centrum Szkolenia Marynarki Wojennej
  - Ośrodek Szkolenia Nurków i Płetwonurków WP
  - Ośrodek Szkolenia Żeglarskiego Marynarki Wojennej

Struktura organizacyjna Marynarki Wojennej z 2025:
- Dowództwo Operacyjne Rodzajów Sił Zbrojnych w Warszawie
  - Centrum Operacji Morskich – Dowództwo Komponentu Morskiego w Gdyni
- Dowództwo Generalne Rodzajów Sił Zbrojnych w Warszawie
  - 3 Flotylla Okrętów w Gdyni[7]
    - dywizjon Okrętów Podwodnych w Gdyni
    - dywizjon Okrętów Bojowych w Gdyni
    - dywizjon Okrętów Wsparcia w Gdyni
    - dywizjon Zabezpieczenia Hydrograficznego w Gdyni
    - grupa Okrętów Rozpoznawczych w Gdyni
    - Morska Jednostka Rakietowa w Siemirowicach
    - 9 Dywizjon Przeciwlotniczy w Ustce
    - 43 Batalion Saperów w Rozewiu
    - Komenda Portu Wojennego w Gdyni
    - Ośrodek Szkolenia Żeglarskiego Marynarki Wojennej w Gdyni
    - okręt muzeum ORP Błyskawica
    - Zespół Redakcyjno-Wydawniczy MW
    - Klub Marynarki Wojennej „Riwiera” w Gdyni
    - Poligon Kontrolno-Pomiarowy MW

  - 8 Flotylla Obrony Wybrzeża w Świnoujściu[8]
    - 2 dywizjon Okrętów Transportowo-Minowych w Świnoujściu
    - 12 dywizjon Trałowców w Świnoujściu
    - 13 dywizjon Trałowców w Gdyni
    - 8 Batalion Saperów w Dziwnowie
    - 8 Dywizjon Przeciwlotniczy w Dziwnowie
    - Komenda Portu Wojennego w Świnoujściu
    - Klub 8 FOW

  - Brygada Lotnictwa Marynarki Wojennej w Gdyni[9]
    - 43 Baza Lotnictwa Morskiego w Gdyni
    - 44 Baza Lotnictwa Morskiego w Siemirowicach

  - Akademia Marynarki Wojennej w Gdyni
  - Biuro Hydrograficzne Marynarki Wojennej w Gdyni
  - 6 Ośrodek Radioelektroniczny w Gdyni
  - Centrum Szkolenia Marynarki Wojennej w Ustce
    - Szkoła Podoficerska Marynarki Wojennej w Ustce
    - Ośrodek Szkolenia Nurków i Płetwonurków Wojska Polskiego w Gdyni

  - Orkiestra Reprezentacyjna Marynarki Wojennej Rzeczypospolitej Polskiej w Gdyni